# Sada (Majotta)
Sada – gmina w zachodniej części Majotty (zbiorowość zamorska Francji); 11 156 mieszkańców (2017). Ośrodek przemysłowy.